# Spirodiclofen
Spirodiclofen ist eine chemische Verbindung aus der Gruppe der Tetronsäurederivate.

## Gewinnung und Darstellung
Spirodiclofen kann aus Ethyl-1-hydroxycyclohexancarboxylat und 2,4-Dichlorphenylacetylchlorid gewonnen werden. Ersteres wird durch Reaktion von Cyclohexanon durch Cyanwasserstoff-Addition zum Cyanhydrin, gefolgt von Verseifung und Veresterung gewonnen. Die Synthese des zweiten Zwischenproduktes erfolgt aus 2,4-Dichlorbenzylchlorid durch Cyanidaustausch, Verseifung und Umwandlung in das Säurechlorid. Beide Edukte werden kondensiert und das erhaltene Tetronsäurederivat mit 2,2-Dimethylbuttersäure verestert.

## Eigenschaften
Spirodiclofen ist ein weißer geruchloser Feststoff, der unlöslich in Wasser ist.

## Verwendung
Spirodiclofen wird als Akarizid im Obst und Weinbau, sowie als Insektizid und Akarizid (gegen Spinnmilben und Gallmilben) verwendet. Die Wirkung beruht auf der Hemmung der Biosynthese von Lipiden.
In der Schweiz gilt für Auberginen und Tomaten ein relativ hoher Rückstandshöchstgehalt von 0,5 Milligramm Spirodiclofen pro Kilogramm.

## Zulassungsstatus
In der Europäischen Union wurde der Wirkstoff Spirodiclofen auf Antrag von Bayer CropScience mit Wirkung vom 1. August 2010 für Anwendungen als Insektizid und Akarizid zugelassen.
In der Schweiz und einigen Staaten der EU waren Pflanzenschutzmittel (z. B. Envidor) mit diesem Wirkstoff zugelassen, nicht jedoch in Deutschland und Österreich. Die Zulassung des Wirkstoffs lief in der Schweiz zum 1. Juli 2020, in der EU zum 31. Juli 2020 aus.